# هفت بند پیچکی
هفت بند پیچکی (نام علمی: Fallopia convolvulus) نام یک گونه از تیره هفت‌بندیان است.